# Schloss Großbottwar
Das Schlössle von Großbottwar (auch Rechbergsches Schloss oder Bouwinghaus’sches Schloss) ist ein ehemaliges Landadel-Schlösschen in Großbottwar, einer Kleinstadt im baden-württembergischen Landkreis Ludwigsburg. Das verwinkelte, stattliche Fachwerkhaus wurde zu Beginn des 18. Jahrhunderts errichtet. Heute ist das Gebäude in Privatbesitz und kann nur eingeschränkt besichtigt werden.

## Lage und Beschreibung
Das Anwesen befindet sich in der Heilbronner Straße (Hausnummer 7) und ist von einem großen Garten umgeben. Es ist ein zweigeschossiges Fachwerkhaus auf steinernem Sockel mit einem weit hervorragenden Erker. Zusammen mit den ehemaligen Wirtschaftsgebäuden (Scheune, Stall) bildet das Schlösschen eine trapezförmige Hofanlage.

## Geschichte

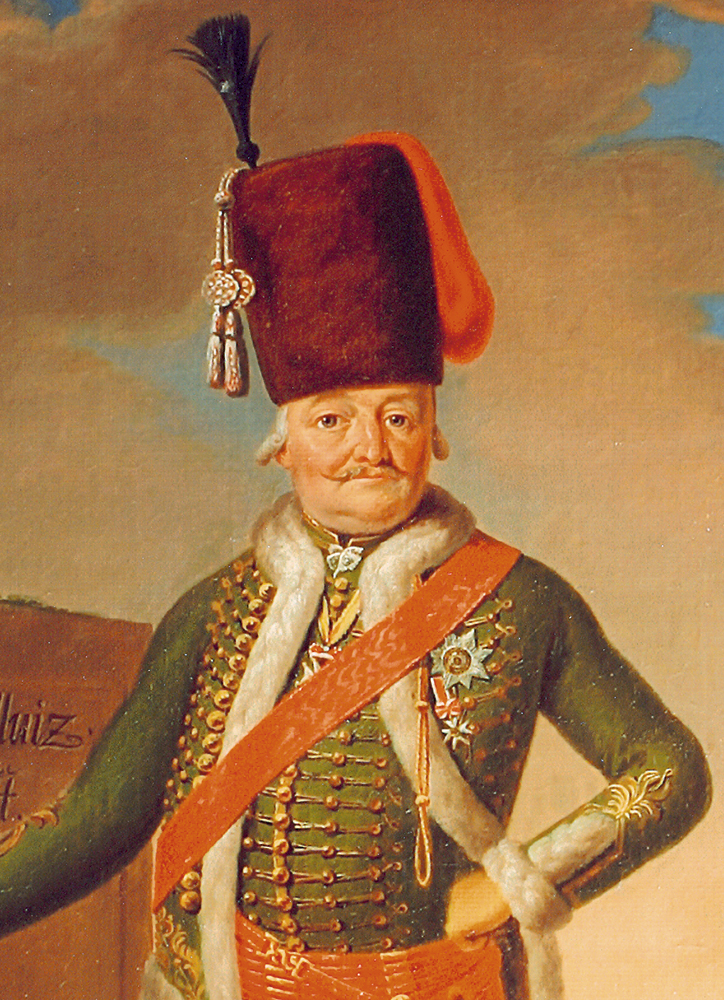
Freiherr Alexander von Bouwinghausen-Wallmerode

An dem Standort des jetzigen Schlösschens existierte ein Vorgänger-Bauwerk, das so genannte Rechbergsche Schloss. Es ging aus einem so genannten Freihof hervor, der im 16. Jahrhundert vor der nördlichen Stadtmauer durch die hochadeligen Herren von Rechberg errichtet wurde. Freihöfe mussten keine Steuern bezahlen, jedoch wurde die Steuerbefreiung von Württemberg nicht anerkannt, was zu einigen Konflikten führte. Nach dem Dreißigjährigen Krieg wechselte das Anwesen häufig die Besitzer. In dem von Frankreich provozierten Pfälzischen Erbfolgekrieg (1688–1697) wurde das Rechbergsche Schlösschen schließlich 1693 von Truppen des Sonnenkönigs durch Brandstiftung zerstört. Der Wiederaufbau in seiner jetzigen Form dauerte bis 1706. Zu Beginn des 18. Jahrhunderts bewohnte die Familie von Dachröden das Anwesen. 1753 kam das Schlösschen durch Heirat an den Freiherrn Alexander von Bouwinghausen-Wallmerode, einen Offizier und engen Vertrauten Herzog Carl Eugens von Württemberg. Seither wird das Anwesen auch Bouwinghaus’sches Schloss genannt. 1825 erwarb der Staat das Schlösschen und wandelte es in ein Forsthaus um. In späteren Zeiten diente es auch als Polizeiwache und wird heute privat bewohnt.

Wappen der früheren Besitzer
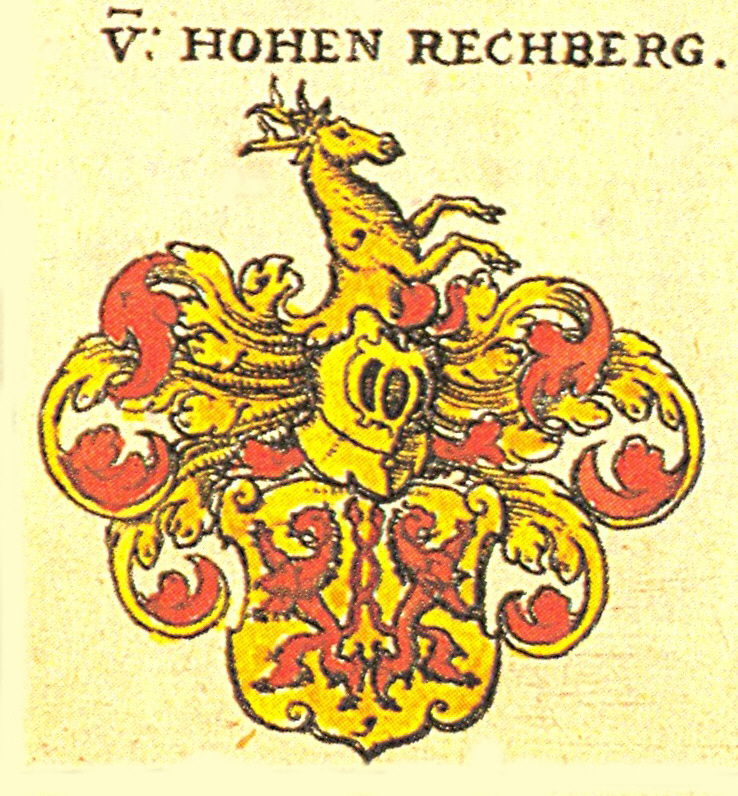
Wappen derer von Rechberg
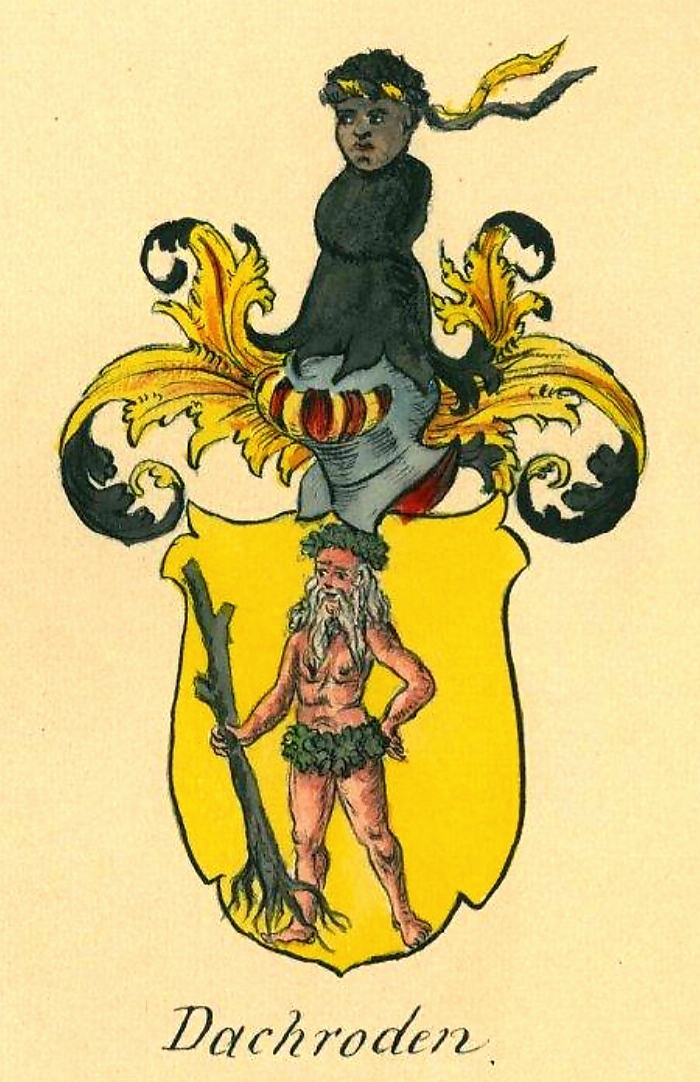
von Dachröden
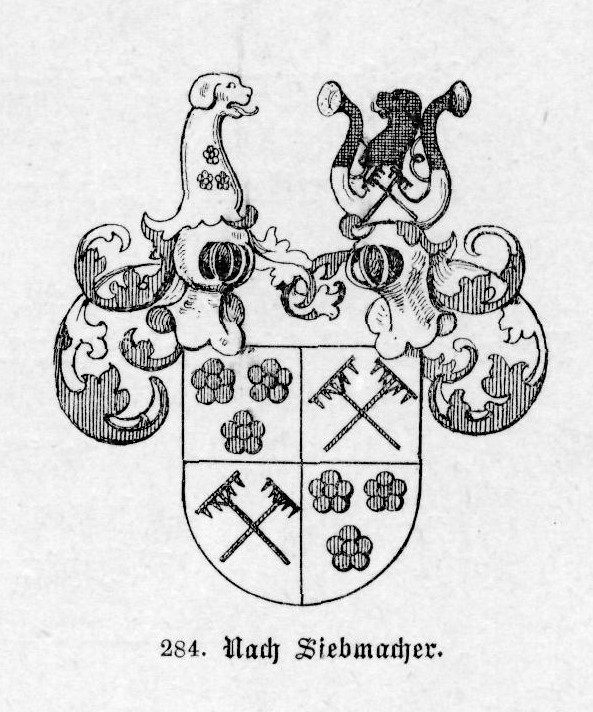
von Bouwinghausen-Wallmerode